# Lista monumentelor istorice din județul Galați

Simbol utilizat în România pentru monumentele istorice

Lista monumentelor istorice din județul Galați cuprinde monumentele istorice din județul Galați înscrise în Patrimoniul cultural național al României. Lista completă este menținută și actualizată periodic de către Ministerul Culturii, Cultelor și Patrimoniului Național din România, ultima versiune datând din 2015.

| Cod LMI                                           | Denumire                                                             | Localitate                                      | Localizare | Datare, Creatori                                                                 | Imagine               | Erori             |
| ------------------------------------------------- | -------------------------------------------------------------------- | ----------------------------------------------- | --- | -------------------------------------------------------------------------------- | --------------------- | ----------------- |
| GL-I-s-B-02969 (RAN: 75105.01)                    | Situl arheologic de pe promontoriul „Precista” Galați                | municipiul Galați                               | Între str. Traian, faleza Dunării, str. Roșiori, promontoriul aferent bisericii Precista |                                                                                  | Încarcă foto \| video | Raportează eroare |
| GL-I-m-B-02969.01 (RAN: 75105.01.01)              | Așezare                                                              | municipiul Galați                               | Între str. Traian, faleza Dunării, str. Roșiori, promontoriul aferent bisericii Precista | sec. XVI - XIX                                                                   | Încarcă foto \| video | Raportează eroare |
| GL-I-m-B-02969.02 (RAN: 75105.01.02)              | Necropolă                                                            | municipiul Galați                               | Între str. Traian, faleza Dunării, str. Roșiori, promontoriul aferent bisericii Precista | sec. XVI - XIX                                                                   | Încarcă foto \| video | Raportează eroare |
| GL-I-m-B-02969.03 (RAN: 75105.01.03)              | Cuptoare medievale                                                   | municipiul Galați                               | Între str. Traian, faleza Dunării, str. Roșiori, promontoriul aferent bisericii Precista | sec. XVII                                                                        | Încarcă foto \| video | Raportează eroare |
| GL-I-s-B-02970 (RAN: 75105.02)                    | Situl arheologic de la Galați, punct „Cartierul Dunărea”             | municipiul Galați                               | Cartier Dunărea |                                                                                  | Încarcă foto \| video | Raportează eroare |
| GL-I-m-B-02970.01 (RAN: 75105.02.02)              | Fortificație de pământ                                               | municipiul Galați                               | Zona de V, la E de șoseaua Galați-Brăila 45.41058°N 28.00523°E | sec. II - III p. Chr., Epoca romană                                              | Încarcă foto \| video | Raportează eroare |
| GL-I-m-B-02970.02 (RAN: 75105.02.03)              | Necropolă                                                            | municipiul Galați                               | Zona de V, la E de șoseaua Galați-Brăila 45.41058°N 28.00523°E | sec. II - III p. Chr., Epoca romană                                              | Încarcă foto \| video | Raportează eroare |
| GL-I-m-B-02970.03 (RAN: 75105.02.01)              | Castellum de pământ                                                  | municipiul Galați                               | Zona de V, la E de șoseaua Galați-Brăila 45.41058°N 28.00523°E | sec. II p. Chr, Epoca romană                                                     | Încarcă foto \| video | Raportează eroare |
| GL-I-s-A-02971 (LMI92: 18A0004) (RAN: 75105.04)   | Situl arheologic de la Barboși-Galați                                | municipiul Galați                               | Promontoriul „Tirighina” și versanții de la V de acesta, la 300 m N de gara Barboși 45.40442°N 27.98966°E |                                                                                  |                       | Raportează eroare |
| GL-I-m-A-02971.01 (RAN: 75105.04.02)              | Castellum roman                                                      | municipiul Galați                               | Promontoriul „Tirighina” și versanții de la V de acesta, la 300 m N de gara Barboși | sec. II - IV p. Chr., Epoca romană                                               |                       | Raportează eroare |
| GL-I-m-A-02971.02 (RAN: 75105.04.03)              | Așezare                                                              | municipiul Galați                               | Promontoriul „Tirighina” și versanții de la V de acesta, la 300 m N de gara Barboși | sec. II - IV p. Chr., Epoca romană                                               | Încarcă foto \| video | Raportează eroare |
| GL-I-m-A-02971.03 (RAN: 75105.04.01)              | Așezare                                                              | municipiul Galați                               | Promontoriul „Tirighina” și versanții de la V de acesta, la 300 m N de gara Barboși | sec. VI a. Chr. - sec. I p. Chr., Latène, Cultura geto-dacică                    | Încarcă foto \| video | Raportează eroare |
| GL-I-s-B-02972 (RAN: 75105.05)                    | Necropolă tumulară                                                   | municipiul Galați                               | Pe platoul Combinatului Siderurgic, la V de banda transportoare a Combinatului, la N de șoseaua Galați- Tecuci                                                                                                   | sec. II - IV p. Chr., Epoca romană                                               | Încarcă foto \| video | Raportează eroare |
| GL-I-m-B-02973 (RAN: 75105.03)                    | Cavou roman                                                          | municipiul Galați                               | Str. Oțelarilor, zona blocurilor D14 - D16 | sec. IV p. Chr., Epoca romană                                                    | Încarcă foto \| video | Raportează eroare |
| GL-I-s-A-02974                                    | Valul lui Traian                                                     | ***                                             | La N de Galați cu capătul de E în apropiere de gara Tulucești, în lunca Prutului și capătul de V la marginea sudică a satului Traian, pe malul stâng al Siretului                                                | sec. II - III p. Chr.                                                            | Încarcă foto \| video | Raportează eroare |
| GL-I-s-A-02975                                    | Valul lui Atanaric                                                   | ***                                             | Capătul de E în lunca Prutului, de pe teritoriul com. Stoicani până în dreptul localităților Brăhășești - Toflea, pe malul stâng al Siretului, în partea de NV a județului Galați                                | sec. II - IV p. Chr.                                                             |                       | Raportează eroare |
| GL-I-s-B-02976 (RAN: 75524.01)                    | Situl arheologic de la Barcea                                        | sat Barcea; comuna Barcea                       | Șos. Tecuci-Galați, „Grădina de zarzavat”, la 500 m V de șoseaua Tecuci-Galați |                                                                                  | Încarcă foto \| video | Raportează eroare |
| GL-I-m-B-02976.01 (RAN: 75524.01.01)              | Așezare                                                              | sat Barcea; comuna Barcea                       | Șos. Tecuci-Galați, „Grădina de zarzavat”, la 500 m V de șoseaua Tecuci-Galați | sec. IV p. Chr., Epoca migrațiilor, Cultura Sântana de Mureș - Cerneahov         | Încarcă foto \| video | Raportează eroare |
| GL-I-m-B-02976.02 (RAN: 75524.01.02)              | Necropolă                                                            | sat Barcea; comuna Barcea                       | Șos. Tecuci-Galați, „Grădina de zarzavat”, la 500 m V de șoseaua Tecuci-Galați | sec. IV p. Chr., Epoca migrațiilor, Cultura Sântana de Mureș - Cerneahov         | Încarcă foto \| video | Raportează eroare |
| GL-I-m-A-02975.01 (RAN: 75677.01.01)              | Valul lui Atanaric                                                   | sat Băleni; comuna Băleni                       | | sec. II - IV p. Chr.                                                             | Încarcă foto \| video | Raportează eroare |
| GL-I-s-B-02977 (RAN: 75695.01)                    | Situl arheologic de la Băneasa                                       | sat Băneasa; comuna Băneasa                     | La confluența pâraielor Chineja și Băneasa |                                                                                  | Încarcă foto \| video | Raportează eroare |
| GL-I-m-B-02977.01 (RAN: 75695.01.05)              | Așezare                                                              | sat Băneasa; comuna Băneasa                     | La confluența pâraielor Chineja și Băneasa | sec. X - XII                                                                     | Încarcă foto \| video | Raportează eroare |
| GL-I-m-B-02977.02 (RAN: 75695.01.04)              | Așezare                                                              | sat Băneasa; comuna Băneasa                     | La confluența pâraielor Chineja și Băneasa | sec. IV p. Chr., Epoca migrațiilor                                               | Încarcă foto \| video | Raportează eroare |
| GL-I-m-B-02977.03 (RAN: 75695.01.03)              | Așezare                                                              | sat Băneasa; comuna Băneasa                     | La confluența pâraielor Chineja și Băneasa | sec. II p. Chr., Hallstatt                                                       | Încarcă foto \| video | Raportează eroare |
| GL-I-m-B-02977.04 (RAN: 75695.01.02)              | Așezare                                                              | sat Băneasa; comuna Băneasa                     | La confluența pâraielor Chineja și Băneasa | sec. XIII - XII a. Chr., Epoca bronzului târziu, Cultura Noua                    | Încarcă foto \| video | Raportează eroare |
| GL-I-m-B-02977.05 (RAN: 75695.01.01)              | Așezare                                                              | sat Băneasa; comuna Băneasa                     | La confluența pâraielor Chineja și Băneasa | mil. IV a. Chr., Eneolitic, Cultura Gumelnița, aspectul Stoicani - Aldeni        | Încarcă foto \| video | Raportează eroare |
| GL-I-s-B-02978 (RAN: 75347.02)                    | Așezare                                                              | oraș Berești                                    | „Dealul Bulgarului”, lângă drumul Berești-Pleșa- Bârlad, la NV de oraș | 3500 - 3300 a. Chr., Neolitic, Cultura Cucuteni, faza AIII                       | Încarcă foto \| video | Raportează eroare |
| GL-I-s-B-02979 (RAN: 75347.01)                    | Situl arheologic de la Berești, punct „La Bâzan”                     | oraș Berești                                    | „La Bâzan”, la 2 km V de oraș |                                                                                  | Încarcă foto \| video | Raportează eroare |
| GL-I-m-B-02979.01 (RAN: 75347.01.03)              | Așezare                                                              | oraș Berești                                    | „La Bâzan”, la 2 km V de oraș | sec. XV - XVI                                                                    | Încarcă foto \| video | Raportează eroare |
| GL-I-m-B-02979.02 (RAN: 75347.01.02)              | Așezare                                                              | oraș Berești                                    | „La Bâzan”, la 2 km V de oraș | sec. IV p. Chr., Epoca migrațiilor                                               | Încarcă foto \| video | Raportează eroare |
| GL-I-m-B-02979.03 (RAN: 75347.01.01)              | Așezare                                                              | oraș Berești                                    | „La Bâzan”, la 2 km V de oraș | mil. IV a. Chr., Eneolitic, Cultura Cucuteni                                     | Încarcă foto \| video | Raportează eroare |
| GL-I-s-B-02980 (RAN: 75347.03)                    | Situl arheologic de la Berești, punct „Dealul Taberei”               | oraș Berești                                    | „Dealul Taberei”, lângă pădurea Pleșa, la 3 km NV de oraș |                                                                                  | Încarcă foto \| video | Raportează eroare |
| GL-I-m-B-02980.01 (RAN: 75347.03.02)              | Așezare                                                              | oraș Berești                                    | „Dealul Taberei”, lângă pădurea Pleșa, la 3 km NV de oraș | Epipaleolitic                                                                    | Încarcă foto \| video | Raportează eroare |
| GL-I-m-B-02980.02 (RAN: 75347.03.01)              | Așezare                                                              | oraș Berești                                    | „Dealul Taberei”, lângă pădurea Pleșa, la 3 km NV de oraș | 10000 - 5000 a. Chr., Paleolitic                                                 | Încarcă foto \| video | Raportează eroare |
| GL-I-m-A-02975.02 (RAN: 75828.01.01)              | Valul lui Atanaric                                                   | sat Buciumeni; comuna Buciumeni                 | | sec. II - IV p. Chr., Epoca migrațiilor                                          | Încarcă foto \| video | Raportează eroare |
| GL-I-s-B-02981 (RAN: 75873.01)                    | Situl arheologic de la Cavadinești, punct „Râpa Glodului”            | sat Cavadinești; comuna Cavadinești             | „Râpa Glodului”, la 4 km SV de sat |                                                                                  | Încarcă foto \| video | Raportează eroare |
| GL-I-m-B-02981.01 (RAN: 75873.01.02)              | Așezare daco-romană                                                  | sat Cavadinești; comuna Cavadinești             | „Râpa Glodului”, la 4 km SV de sat | sec. IV - III a. Chr., Latène                                                    | Încarcă foto \| video | Raportează eroare |
| GL-I-m-B-02981.02 (RAN: 75873.01.01)              | Așezare                                                              | sat Cavadinești; comuna Cavadinești             | „Râpa Glodului”, la 4 km SV de sat | sec. XIII - XII a. Chr., Epoca bronzului târziu, cultura Noua, Cultura Noua      | Încarcă foto \| video | Raportează eroare |
| GL-I-s-B-02982 (RAN: 76200.01)                    | Fortificația de la Căuiești                                          | sat Căuiești; comuna Drăgușeni                  | „Cetățuia”, la 500 m SE de sat | sec. IV - III a. Chr., Latène                                                    | Încarcă foto \| video | Raportează eroare |
| GL-I-m-A-02974.01 (RAN: 77242.01.01)              | Valul lui Traian                                                     | sat Cișmele; comuna Smârdan                     | | sec. II - III p. Chr., Epoca romană                                              | Încarcă foto \| video | Raportează eroare |
| GL-I-m-A-02975.04 (RAN: 75962.01)                 | Valul lui Atanaric                                                   | sat Corod; comuna Corod                         | | sec. II - IV p. Chr., Epoca migrațiilor                                          | Încarcă foto \| video | Raportează eroare |
| GL-I-s-B-02983 (RAN: 75793.01)                    | Cetatea de pământ de la Cosițeni, punct „Cetățuia”                   | sat Cosițeni; comuna Brăhășești                 | „Cetățuia”, la confluențavăilor Zeletin și Berheci, la 300 m N de șoseaua Gohor-Brăhășești | sec. IV - III a. Chr., Latène, Cultura geto-dacică                               | Încarcă foto \| video | Raportează eroare |
| GL-I-m-A-02975.05 (RAN: 76148.01.01)              | Valul lui Atanaric                                                   | sat Cuca; comuna Cuca                           | | sec. II - IV p. Chr., Epoca migrațiilor                                          | Încarcă foto \| video | Raportează eroare |
| GL-I-m-A-02975.06 (RAN: 76166.01.01)              | Valul lui Atanaric                                                   | sat Cudalbi; comuna Cudalbi                     | | sec. II - IV p. Chr., Epoca migrațiilor                                          | Încarcă foto \| video | Raportează eroare |
| GL-I-m-A-02975.07 (RAN: 77144.01.01)              | Valul lui Atanaric                                                   | sat Fântânele; comuna Scânteiești               | | sec. II - IV p. Chr., Epoca migrațiilor                                          | Încarcă foto \| video | Raportează eroare |
| GL-I-s-A-02984 (RAN: 76291.01)                    | Așezare                                                              | sat Foltești; comuna Foltești                   | „la Ruptură”, în terasa Prutului, la 1,5 km S de sat | 2500 - 1800 a. Chr., Epoca bronzului timpuriu, Cultura Horodiștea - Foltești     | Încarcă foto \| video | Raportează eroare |
| GL-I-s-B-02985 (RAN: 76442.01)                    | Așezare                                                              | sat Gârbovăț; comuna Ghidigeni                  | „La Zahareasca”, la 1,5 km SE de sat | sec. XIII - XII a. Chr., Epoca bronzului târziu, Cultura Noua                    | Încarcă foto \| video | Raportează eroare |
| GL-I-s-B-02986 (RAN: 76335.01)                    | Situl arheologic de la Ijdileni                                      | sat Ijdileni; comuna Frumușița                  | |                                                                                  | Încarcă foto \| video | Raportează eroare |
| GL-I-m-B-02986.01 (RAN: 76335.01.04)              | Așezare                                                              | sat Ijdileni; comuna Frumușița                  | La 200 m S de sediul CAP Ijdileni | sec. XIV - XVII, Epoca medievală                                                 | Încarcă foto \| video | Raportează eroare |
| GL-I-m-B-02986.02 (RAN: 76335.01.03)              | Așezare                                                              | sat Ijdileni; comuna Frumușița                  | La 200 m S de sediul CAP Ijdileni | sec. IX - XI, Epoca medievală timpurie                                           | Încarcă foto \| video | Raportează eroare |
| GL-I-m-B-02986.03 (RAN: 76335.01.02)              | Așezare                                                              | sat Ijdileni; comuna Frumușița                  | La 200 m S de sediul CAP Ijdileni | sec. IV p. Chr., Epoca migrațiilor                                               | Încarcă foto \| video | Raportează eroare |
| GL-I-m-B-02986.04 (RAN: 76335.01.01)              | Așezare                                                              | sat Ijdileni; comuna Frumușița                  | La 200 m S de sediul CAP Ijdileni | sec. XI - X a. Chr., Hallstatt                                                   | Încarcă foto \| video | Raportează eroare |
| GL-I-s-B-02987 (RAN: 76656.01)                    | Necropolă                                                            | sat Lunca; comuna Jorăști                       | „Râpa cu oale” („Râpa Grozești”), la 300 m N de sat | sec. IV p. Chr., Epoca migrațiilor, Cultura Sântana de Mureș - Cerneahov         | Încarcă foto \| video | Raportează eroare |
| GL-I-m-A-02975.08                                 | Valul lui Atanaric                                                   | sat Matca; comuna Matca                         | | sec. II - IV p. Chr., Epoca migrațiilor                                          | Încarcă foto \| video | Raportează eroare |
| GL-I-m-A-02975.09 (RAN: 76022.01.01)              | Valul lui Atanaric                                                   | sat Măcișeni; comuna Corni                      | | sec. II - IV p. Chr., Epoca migrațiilor                                          | Încarcă foto \| video | Raportează eroare |
| GL-I-m-A-02975.15 (RAN: 75301.01.01)              | Valul lui Atanaric                                                   | sat Munteni; comuna Munteni                     | | sec. II - IV p. Chr., Epoca migrațiilor                                          | Încarcă foto \| video | Raportează eroare |
| GL-I-s-B-02988 (RAN: 75285.01)                    | Situl arheologic de la Negrilești                                    | sat Negrilești; comuna Negrilești               | În curtea școlii generale Negrilești |                                                                                  | Încarcă foto \| video | Raportează eroare |
| GL-I-m-B-02988.01 (RAN: 75285.01.04)              | Așezare                                                              | sat Negrilești; comuna Negrilești               | În curtea școlii generale Negrilești | sec. XVI, Epoca medievală                                                        | Încarcă foto \| video | Raportează eroare |
| GL-I-m-B-02988.02 (RAN: 75285.01.03)              | Așezare                                                              | sat Negrilești; comuna Negrilești               | În curtea școlii generale Negrilești | sec. IV p. Chr., Epoca romană                                                    | Încarcă foto \| video | Raportează eroare |
| GL-I-m-B-02988.03 (RAN: 75285.01.02)              | Așezare                                                              | sat Negrilești; comuna Negrilești               | În curtea școlii generale Negrilești | Epoca bronzului târziu, Cultura Noua                                             | Încarcă foto \| video | Raportează eroare |
| GL-I-m-B-02988.04 (RAN: 75285.01.01)              | Așezare                                                              | sat Negrilești; comuna Negrilești               | În curtea școlii generale Negrilești | mil. IV a. Chr., Eneolitic, Cultura Gumelnița, aspectul Stoicani - Aldeni        | Încarcă foto \| video | Raportează eroare |
| GL-I-m-A-02974.02 (RAN: 75187.01)                 | Valul lui Traian                                                     | sat Odaia Manolache; comuna Tulucești           | | sec. II - III p. Chr., Epoca romană                                              | Încarcă foto \| video | Raportează eroare |
| GL-I-m-A-02975.10 (RAN: 77108.01.01)              | Valul lui Atanaric                                                   | sat Plevna; comuna Rediu                        | | sec. II - IV p. Chr., Epoca migrațiilor                                          | Încarcă foto \| video | Raportează eroare |
| GL-I-s-A-02989 (RAN: 76905.01)                    | Situl arheologic de la Poiana, punct „Piroboridava”                  | sat Poiana; comuna Poiana                       | „Cetățuia de la mal”, „Piroboridava” |                                                                                  |                       | Raportează eroare |
| GL-I-m-A-02989.01 (RAN: 76905.01.04)              | Așezare fortificată                                                  | sat Poiana; comuna Poiana                       | „Cetățuia de la mal”, „Piroboridava” | sec. I - II p. Chr., Epoca romană                                                | Încarcă foto \| video | Raportează eroare |
| GL-I-m-A-02989.02 (RAN: 76905.01.03)              | Așezarea fortificată Piroboridava                                    | sat Poiana; comuna Poiana                       | „Cetățuia de la mal”, „Piroboridava” | sec. IV a. Chr. - I p. Chr., Latène, Cultura geto-dacică                         | Încarcă foto \| video | Raportează eroare |
| GL-I-m-A-02989.03 (RAN: 76905.01.02)              | Așezare fortificată                                                  | sat Poiana; comuna Poiana                       | „Cetățuia de la mal”, „Piroboridava” | Hallstatt, Cultura Basarabi                                                      | Încarcă foto \| video | Raportează eroare |
| GL-I-m-A-02989.04 (RAN: 76905.01.01)              | Așezare fortificată                                                  | sat Poiana; comuna Poiana                       | „Cetățuia de la mal”, „Piroboridava” | 1600 a. Chr, Epoca bronzului                                                     | Încarcă foto \| video | Raportează eroare |
| GL-I-s-B-02990 (RAN: 75427.01)                    | Situl arheologic de la Puricani, punct „Poarta Bâzanului”            | sat Puricani; comuna Berești-Meria              | „poarta Bâzanului”, la 2 km V de sat |                                                                                  | Încarcă foto \| video | Raportează eroare |
| GL-I-m-B-02990.01 (RAN: 75427.01.02)              | Așezare                                                              | sat Puricani; comuna Berești-Meria              | „poarta Bâzanului”, la 2 km V de sat | sec. XI - X a. Chr., Hallstatt                                                   | Încarcă foto \| video | Raportează eroare |
| GL-I-m-B-02990.02 (RAN: 75427.01.01)              | Așezare                                                              | sat Puricani; comuna Berești-Meria              | „poarta Bâzanului”, la 2 km V de sat | 10000 a. Chr., Paleolitic                                                        | Încarcă foto \| video | Raportează eroare |
| GL-I-m-A-02975.11                                 | Valul lui Atanaric                                                   | sat Scânteiești; comuna Scânteiești             | | sec. II - IV p. Chr., Epoca migrațiilor                                          | Încarcă foto \| video | Raportează eroare |
| GL-I-m-A-02975.12 (RAN: 76308.03.01)              | Valul lui Atanaric                                                   | sat Stoicani; comuna Foltești                   | | sec. II - IV p. Chr., Epoca migrațiilor                                          | Încarcă foto \| video | Raportează eroare |
| GL-I-s-A-02991 (RAN: 76308.02)                    | Necropolă                                                            | sat Stoicani; comuna Foltești                   | „dealul de pe Râpă”, în vatra satului, la 150 m V de „Cetățuia” | sec. XI - X a. Chr., Hallstatt                                                   | Încarcă foto \| video | Raportează eroare |
| GL-I-s-A-02992 (RAN: 76308.01)                    | Situl arheologic de la Stoicani, punct „Cetățuia”                    | sat Stoicani; comuna Foltești                   | „Cetățuia”, la marginea de E a satului, 100 m V de halta CFR Stoicani |                                                                                  | Încarcă foto \| video | Raportează eroare |
| GL-I-m-A-02992.01 (RAN: 76308.01.02)              | Necropolă                                                            | sat Stoicani; comuna Foltești                   | „Cetățuia”, la marginea de E a satului, 100 m V de halta CFR Stoicani | 1800 - 800 a. Chr., Epoca bronzului                                              | Încarcă foto \| video | Raportează eroare |
| GL-I-m-A-02992.02 (RAN: 76308.01.01)              | Așezare                                                              | sat Stoicani; comuna Foltești                   | „Cetățuia”, la marginea de E a satului, 100 m V de halta CFR Stoicani | Neolitic                                                                         | Încarcă foto \| video | Raportează eroare |
| GL-I-s-B-02993 (RAN: 77297.01)                    | Așezare                                                              | sat Suceveni; comuna Suceveni                   | La 2 km E de sat | mil. IV a. Chr., Eneolitic târziu, Cultura Gumelnița, aspectul Stoicani - Aldeni | Încarcă foto \| video | Raportează eroare |
| GL-I-m-A-02975.13 (RAN: 77117.01.01)              | Valul lui Atanaric                                                   | sat Suhurlui; comuna Suhurlui                   | | sec. II - IV p. Chr., Epoca migrațiilor                                          | Încarcă foto \| video | Raportează eroare |
| GL-I-s-B-02994 (RAN: 75123.02)                    | Așezare                                                              | sat Șendreni; comuna Șendreni                   | „Casa lui Secan”, pe malul de V al bălții Mălina, la 2 km S de sat Smârdan | sec. X - XI, Epoca migrațiilor                                                   | Încarcă foto \| video | Raportează eroare |
| GL-I-s-B-02995 (RAN: 75123.01)                    | Situl arheologic de la Șendreni                                      | sat Șendreni; comuna Șendreni                   | Lângă Fabricadecherestea, pe malul stâng al Siretului |                                                                                  | Încarcă foto \| video | Raportează eroare |
| GL-I-m-B-02995.01 (RAN: 75123.01.02)              | Așezare                                                              | sat Șendreni; comuna Șendreni                   | Lângă Fabricadecherestea, pe malul stâng al Siretului | sec. X - XI, Epoca migrațiilor                                                   | Încarcă foto \| video | Raportează eroare |
| GL-I-m-B-02995.02 (RAN: 75123.01.01)              | Așezare                                                              | sat Șendreni; comuna Șendreni                   | Lângă Fabricadecherestea, pe malul stâng al Siretului | Epoca romană                                                                     | Încarcă foto \| video | Raportează eroare |
| GL-I-m-A-02974.03 (RAN: 75141.01.01)              | Valul lui Traian                                                     | sat Șerbeștii Vechi; comuna Șendreni            | | sec. II - III p. Chr., Epoca romană                                              | Încarcă foto \| video | Raportează eroare |
| GL-I-m-A-02974.04 (RAN: 75748.01.01)              | Valul lui Traian                                                     | sat Traian; comuna Braniștea                    | | sec. II - III p. Chr., Epoca romană                                              | Încarcă foto \| video | Raportează eroare |
| GL-I-m-A-02974.05                                 | Valul lui Traian                                                     | sat Tulucești; comuna Tulucești                 | | sec. II - III p. Chr., Epoca romană                                              | Încarcă foto \| video | Raportează eroare |
| GL-I-m-A-02975.14 (RAN: 77340.01.01, 77386.01.01) | Valul lui Atanaric                                                   | sat Țepu; comuna Țepu                           | | sec. II - IV p. Chr., Epoca migrațiilor                                          | Încarcă foto \| video | Raportează eroare |
| GL-I-s-B-02996 (RAN: 77411.01)                    | Așezare                                                              | sat Umbrărești; comuna Umbrărești               | Mahalaua Tămășeni, la marginea de E a satului | mil. IV a. Chr., Eneolitic târziu, Cultura Gumelnița, aspectul Stoicani - Aldeni | Încarcă foto \| video | Raportează eroare |
| GL-I-m-A-02975.16 (RAN: 77484.01.01, 77484.01.02) | Valul lui Atanaric                                                   | sat Valea Mărului; comuna Valea Mărului         | | sec. II - IV p. Chr., Epoca migrațiilor                                          | Încarcă foto \| video | Raportează eroare |
| GL-I-s-B-02997 (RAN: 75169.01)                    | Situl arheologic de la Vânători, punct „La Jorical”                  | sat Vânători; comuna Vânători                   | „La Jorical”, între km 10 și 11pe calea ferată Galați-Bârlad |                                                                                  | Încarcă foto \| video | Raportează eroare |
| GL-I-m-B-02997.01 (RAN: 75169.01.02)              | Așezare                                                              | sat Vânători; comuna Vânători                   | „La Jorical”, între km 10 și 11pe calea ferată Galați-Bârlad | sec. II - III p. Chr., Epoca romană                                              | Încarcă foto \| video | Raportează eroare |
| GL-I-m-B-02997.02 (RAN: 75169.01.01)              | Așezare                                                              | sat Vânători; comuna Vânători                   | „La Jorical”, între km 10 și 11pe calea ferată Galați-Bârlad | sec. XII - XI a. Chr., Hallstatt                                                 | Încarcă foto \| video | Raportează eroare |
| GL-I-s-B-02998 (RAN: 75169.02)                    | Situl arheologic de la Vânători, punct „Amiral”                      | sat Vânători; comuna Vânători                   | „Amiral”, între km 10 și 11pe calea ferată Galați-Bârlad |                                                                                  | Încarcă foto \| video | Raportează eroare |
| GL-I-m-B-02998.01 (RAN: 75169.02.01, 75169.02.03) | Așezare                                                              | sat Vânători; comuna Vânători                   | „Amiral”, între km 10 și 11pe calea ferată Galați-Bârlad | sec. XVI, Epoca medievală                                                        | Încarcă foto \| video | Raportează eroare |
| GL-I-m-B-02998.02 (RAN: 75169.02.02)              | Așezare                                                              | sat Vânători; comuna Vânători                   | „Amiral”, între km 10 și 11pe calea ferată Galați-Bârlad | sec. X - XI, Epoca migrațiilor                                                   | Încarcă foto \| video | Raportează eroare |
| GL-I-m-B-02998.03                                 | Așezare                                                              | sat Vânători; comuna Vânători                   | „Amiral”, între km 10 și 11pe calea ferată Galați-Bârlad | sec. IV p. Chr., Epoca daco-romană                                               | Încarcă foto \| video | Raportează eroare |
| GL-II-m-B-02999                                   | Cavoul dr. Aristide Serfioti                                         | municipiul Galați                               | Cartier Filești, în curtea bisericii „Sf. Treime” 45.44964°N 28.00909°E | 1880                                                                             |                       | Raportează eroare |
| GL-II-a-B-03000                                   | Ansamblul urban „Str. Nicolae Bălcescu”                              | municipiul Galați                               | Str. Bălcescu Nicolae, pe partea stângă de la nr. 19 la nr. 61 (până la str. Gării), pe partea dreaptă de la str. Eroilor până la str. Gării.                                                                    | sec. XIX                                                                         | Încarcă foto \| video | Raportează eroare |
| GL-II-m-B-03001                                   | Școala specială „Simion Mehedinți”                                   | municipiul Galați                               | Str. Bălcescu Nicolae 19 | înc. sec. XX                                                                     | Încarcă foto \| video | Raportează eroare |
| GL-II-m-B-03002                                   | Școala tip „Spiru Haret”, azi Colegiul „Vasile Alecsandri”           | municipiul Galați                               | Str. Bălcescu Nicolae 41 45.445°N 28.052°E | 1888-1890 Alexandru Lupașcu                                                      |                       | Raportează eroare |
| GL-II-m-B-03003                                   | Casa dr. Nicolae Alexandrescu, azi Direcția Județeană de Statistică  | municipiul Galați                               | Str. Bălcescu Nicolae 80 | înc. sec. XX                                                                     |                       | Raportează eroare |
| GL-II-m-B-03004                                   | Școala tip „Spiru Haret”, azi Școala Normală „Costache Negri”        | municipiul Galați                               | Str. Brăilei 134 45.4289°N 28.0331°E | 1898-1900 V.A. Urechia                                                           |                       | Raportează eroare |
| GL-II-m-B-03005                                   | Biserica „Sf. Nicolae”                                               | municipiul Galați                               | Str. Creangă Ion 15 | 1845                                                                             | Alte imagini          | Raportează eroare |
| GL-II-m-B-03006                                   | Casa Stavru Mantu                                                    | municipiul Galați                               | Str. Cuza Alexandru Ioan 46 | sf. sec. XIX                                                                     | Încarcă foto \| video | Raportează eroare |
| GL-II-m-B-03007                                   | Casa Cuza Vodă, azi Muzeul Județean de Istorie                       | municipiul Galați                               | Str. Cuza Alexandru Ioan 80 45.44132°N 28.05767°E | 1937-1939                                                                        |                       | Raportează eroare |
| GL-II-s-B-03008                                   | Grădina publică                                                      | municipiul Galați                               | Str. Domnească, colț cu str. V. Alecsandri | mijl.sec. XIX                                                                    |                       | Raportează eroare |
| GL-II-s-B-03009                                   | Parcul municipal „Mihai Eminescu”                                    | municipiul Galați                               | Str. Domnească, colț cu str. G-ral Iacob Lahovary 45.43617°N 28.05504°E | mijl.sec. XIX                                                                    | Alte imagini          | Raportează eroare |
| GL-II-a-B-03010 (RAN: 75105.13)                   | Ansamblul urban „Str. Domnească”                                     | municipiul Galați                               | Str. Domnească, pe partea dreaptă de la nr. 24 până la Grădina Publică; pe partea stângă de la str. G-ral Iacob Lahovary (parcul municipal Mihai Eminescu) până la nr. 141, Palatul Episcopal. 45.44°N 28.0575°E | sec. XIX                                                                         | Încarcă foto \| video | Raportează eroare |
| GL-II-m-B-03011                                   | Casa Simion Gheorghiu                                                | municipiul Galați                               | Str. Domnească 24 | 1923-1925                                                                        |                       | Raportează eroare |
| GL-II-m-B-03012                                   | Grand Hotel                                                          | municipiul Galați                               | Str. Domnească 38 | 1911-1912                                                                        |                       | Raportează eroare |
| GL-II-m-A-03013                                   | Palatul de Justiție, azi rectoratul Universității „Dunărea de Jos”   | municipiul Galați                               | Str. Domnească 47 | 1911-1923                                                                        |                       | Raportează eroare |
| GL-II-m-B-03014                                   | Casa Lambrinidi                                                      | municipiul Galați                               | Str. Domnească 51 | sf. sec. XIX                                                                     | Alte imagini          | Raportează eroare |
| GL-II-m-B-03015                                   | Casă                                                                 | municipiul Galați                               | Str. Domnească 53 | 1900                                                                             |                       | Raportează eroare |
| GL-II-m-A-03016                                   | Palatul Administrativ, azi Prefectura Județului Galați               | municipiul Galați                               | Str. Domnească 56 | 1904-1905                                                                        | Alte imagini          | Raportează eroare |
| GL-II-m-B-03017                                   | Casă                                                                 | municipiul Galați                               | Str. Domnească 58 | 1872                                                                             |                       | Raportează eroare |
| GL-II-m-B-03018                                   | Societatea Culturală V.A. Urechia, azi Teatrul Dramatic              | municipiul Galați                               | Str. Domnească 59 | 1930-1949 Ion D. Enescu (arhitect)                                               |                       | Raportează eroare |
| GL-II-m-B-03019                                   | Casa Damian Drăgănescu                                               | municipiul Galați                               | Str. Domnească 60 | înc. sec. XX                                                                     |                       | Raportează eroare |
| GL-II-m-B-03020                                   | Casa Gheorghiade                                                     | municipiul Galați                               | Str. Domnească 61 | 1880                                                                             |                       | Raportează eroare |
| GL-II-m-B-03021                                   | Casa Georgel Plesnilă                                                | municipiul Galați                               | Str. Domnească 64 | înc. sec. XX                                                                     |                       | Raportează eroare |
| GL-II-m-B-03022                                   | Casă                                                                 | municipiul Galați                               | Str. Domnească 65 | înc. sec. XX                                                                     | Încarcă foto \| video | Raportează eroare |
| GL-II-m-B-03023                                   | Casa Balș                                                            | municipiul Galați                               | Str. Domnească 67 | mijl.sec. XIX                                                                    | Alte imagini          | Raportează eroare |
| GL-II-m-B-03024                                   | Casa Costache Plesnilă, azi redacția „Viața Liberă”                  | municipiul Galați                               | Str. Domnească 68 | înc. sec. XX                                                                     |                       | Raportează eroare |
| GL-II-m-B-03025                                   | Casa Auschnitt, fostul Consulat italian                              | municipiul Galați                               | Str. Domnească 70 | 1900                                                                             |                       | Raportează eroare |
| GL-II-m-B-03026                                   | Casă, fostul Consulatspaniol                                         | municipiul Galați                               | Str. Domnească 79 | 1920                                                                             |                       | Raportează eroare |
| GL-II-m-B-03027                                   | Casa Macri, fostul Consulat portughez                                | municipiul Galați                               | Str. Domnească 80 | 1909-1911                                                                        | Încarcă foto \| video | Raportează eroare |
| GL-II-m-B-03028                                   | Casă, fosta Casă a Corpului Didactic                                 | municipiul Galați                               | Str. Domnească 81 | înc. sec. XX                                                                     | Încarcă foto \| video | Raportează eroare |
| GL-II-m-B-03029                                   | Biserica romano-catolică                                             | municipiul Galați                               | Str. Domnească 88 45.44442°N 28.05573°E | 1844                                                                             | Alte imagini          | Raportează eroare |
| GL-II-m-B-03030                                   | Casă, azi Policlinică                                                | municipiul Galați                               | Str. Domnească 90 | 1910                                                                             |                       | Raportează eroare |
| GL-II-m-B-03031                                   | Casa Bănică Grigorescu                                               | municipiul Galați                               | Str. Domnească 100 | sf. sec. XIX                                                                     | Încarcă foto \| video | Raportează eroare |
| GL-II-m-B-21101                                   | Clădirea W, corp CI                                                  | municipiul Galați                               | Str. Domnească 102 |                                                                                  | Încarcă foto \| video | Raportează eroare |
| GL-II-m-B-03032                                   | Catedrala ortodoxă „Sf. Ierarh Nicolae”                              | municipiul Galați                               | Str. Domnească 104 | 1906-1917                                                                        |                       | Raportează eroare |
| GL-II-m-B-03033                                   | Casa Helman, azi reședință episcopală                                | municipiul Galați                               | Str. Domnească 106 | înc. sec. XX                                                                     | Încarcă foto \| video | Raportează eroare |
| GL-II-m-B-03034                                   | Institutul „Notre Dame de Sion”, azi Facultatea de Mecanică          | municipiul Galați                               | Str. Domnească 111 | sf. sec. XIX                                                                     |                       | Raportează eroare |
| GL-II-m-B-03035 (RAN: 75105.12)                   | Casa Damian Drăgănescu                                               | municipiul Galați                               | Str. Domnească 118 | înc. sec. XIX                                                                    | Încarcă foto \| video | Raportează eroare |
| GL-II-m-B-03036                                   | Palatul Episcopal, azi Muzeul de Artă                                | municipiul Galați                               | Str. Domnească 141 45.45102°N 28.05024°E | 1898-1900                                                                        |                       | Raportează eroare |
| GL-II-m-B-03037 (RAN: 75105.11)                   | Biserica „Sf. Arhangheli Mihail și Gavril”                           | municipiul Galați                               | Str. Egalității 6 45.4333°N 28.0258°E | 1801                                                                             |                       | Raportează eroare |
| GL-II-m-B-03038                                   | Școala tip „Spiru Haret”                                             | municipiul Galați                               | Str. Egalității 8 45.4326°N 28.0258°E | 1896                                                                             |                       | Raportează eroare |
| GL-II-m-B-03039 (RAN: 75105.10)                   | Poartă de han turcesc                                                | municipiul Galați                               | Str. Egalității 16 | înc. sec. XIX                                                                    | Alte imagini          | Raportează eroare |
| GL-II-a-B-03040                                   | Ansamblul urban „Str. Eroilor”                                       | municipiul Galați                               | Str. Eroilor, pe ambele părți, de lastr. Domnească, numerele 3 și 6, până la str. Nicolae Bălcescu, nr. 33 și 34.                                                                                                | sec. XIX                                                                         | Alte imagini          | Raportează eroare |
| GL-II-m-B-03041                                   | Fostul consulat cehoslovac                                           | municipiul Galați                               | Str. Eroilor 7 | înc. sec. XX                                                                     |                       | Raportează eroare |
| GL-II-m-B-03042                                   | Casă                                                                 | municipiul Galați                               | Str. Eroilor 8 | înc. sec. XX                                                                     |                       | Raportează eroare |
| GL-II-m-B-03043                                   | Casă                                                                 | municipiul Galați                               | Str. Eroilor 10 | înc. sec. XX                                                                     | Încarcă foto \| video | Raportează eroare |
| GL-II-m-B-03044                                   | Casa Armatei                                                         | municipiul Galați                               | Str. Eroilor 40 | 1920-1926                                                                        |                       | Raportează eroare |
| GL-II-m-B-03045                                   | Farmacia Ținc                                                        | municipiul Galați                               | Str. Eroilor 64 45.43972°N 28.04934°E | 1900                                                                             |                       | Raportează eroare |
| GL-II-m-B-03046                                   | Casa Cavalioti, azi Muzeul de Istorie Galați                         | municipiul Galați                               | Str. Fotea Iancu, maior 2 45.43744°N 28.05537°E | 1911                                                                             |                       | Raportează eroare |
| GL-II-m-B-03047                                   | Sucursala Galați a Băncii Naționale a României                       | municipiul Galați                               | Str. Fraternității 2 45.4353°N 28.0256°E | 1886                                                                             | Alte imagini          | Raportează eroare |
| GL-II-m-B-03048                                   | Casă                                                                 | municipiul Galați                               | Str. Gării 26 | 1900                                                                             |                       | Raportează eroare |
| GL-II-m-B-03049                                   | Casa Corpului Didactic                                               | municipiul Galați                               | Str. Gării 35 | 1939                                                                             |                       | Raportează eroare |
| GL-II-m-B-03050                                   | Casă                                                                 | municipiul Galați                               | Str. Gării 53 | 1900                                                                             |                       | Raportează eroare |
| GL-II-m-B-03051                                   | Casă                                                                 | municipiul Galați                               | Str. Gării 62 45.44375°N 28.05226°E | 1922                                                                             | Încarcă foto \| video | Raportează eroare |
| GL-II-m-B-03052                                   | Siloz pentru cereale                                                 | municipiul Galați                               | Str. Griviței 38, în Portul Comercial | 1884-1889                                                                        | Încarcă foto \| video | Raportează eroare |
| GL-II-m-B-03053                                   | Casa Gheorghe Florea                                                 | municipiul Galați                               | Str. Holban Nicolae, col. 12 | înc. sec. XX                                                                     | Încarcă foto \| video | Raportează eroare |
| GL-II-m-B-03054                                   | Palatul Poștei                                                       | municipiul Galați                               | Str. Lahovary Iacob, general 6 | 1906-1908                                                                        |                       | Raportează eroare |
| GL-II-a-B-03055                                   | Ansamblul bisericii „Adormirea Maicii Domnului” - Mavromol           | municipiul Galați                               | Aleea Mavromol 12 45.4348°N 28.0546°E | 1702                                                                             |                       | Raportează eroare |
| GL-II-m-B-03055.01                                | Biserica „Adormirea Maicii Domnului” - Mavromol                      | municipiul Galați                               | Aleea Mavromol 12 45.4348°N 28.0546°E | 1702                                                                             |                       | Raportează eroare |
| GL-II-m-B-03055.02                                | Școala grecească                                                     | municipiul Galați                               | Aleea Mavromol 12 | 1765                                                                             | Încarcă foto \| video | Raportează eroare |
| GL-II-a-B-03056                                   | Ansamblul urban „Str. Mihai Bravu”                                   | municipiul Galați                               | Str. Mihai Bravu, pe ambele părți de la str. Gării până la str. Vasile Alecsandrii – de la numerele 1 și 2 la numerele 43 și 50.                                                                                 | sec. XIX                                                                         | Încarcă foto \| video | Raportează eroare |
| GL-II-m-B-03057                                   | Palatul Comisiei Europene a Dunării, azi Biblioteca „V.A. Urechia”   | municipiul Galați                               | Str. Mihai Bravu 16 | 1896                                                                             |                       | Raportează eroare |
| GL-II-m-A-03058                                   | Casa Robescu, azi Palatul Copiilor                                   | municipiul Galați                               | Str. Mihai Bravu 28 | 1896-1897                                                                        | Alte imagini          | Raportează eroare |
| GL-II-m-B-03059                                   | Casa Zafiratos, azi Hidrotehnica S.A.                                | municipiul Galați                               | Str. Mihai Bravu 30A | înc. sec. XX                                                                     | Încarcă foto \| video | Raportează eroare |
| GL-II-m-B-03060                                   | Casă                                                                 | municipiul Galați                               | Str. Mihai Bravu 42 | 1882                                                                             |                       | Raportează eroare |
| GL-II-m-B-03061                                   | Casă                                                                 | municipiul Galați                               | Str. Mihai Bravu 44 | 1890                                                                             | Încarcă foto \| video | Raportează eroare |
| GL-II-m-B-03062                                   | Casa Costache Negri                                                  | municipiul Galați                               | Str. Mihai Bravu 46 | sf. sec. XIX                                                                     | Alte imagini          | Raportează eroare |
| GL-II-m-B-03063                                   | Școala tip „Spiru Haret”, azi Seminarul „Sf. Apostol Andrei”         | municipiul Galați                               | Str. Mihai Bravu 48 | 1920-1929                                                                        |                       | Raportează eroare |
| GL-II-m-B-03064                                   | Gara Fluvială Galați - Palatul Navigației                            | municipiul Galați                               | Str. Portului 34 45.43157°N 28.06183°E | 1912-1914 Petre Antonescu                                                        |                       | Raportează eroare |
| GL-II-m-B-03065                                   | Pescăriile Statului                                                  | municipiul Galați                               | Str. Portului 56 45.4392°N 28.075°E | 1912-1915 G. Vidrașcu                                                            |                       | Raportează eroare |
| GL-II-a-A-03066 (RAN: 75105.06)                   | Ansamblul bisericii fortificate „Precista”                           | municipiul Galați                               | Str. Roșiori 2 45.4294°N 28.0531°E | 1647                                                                             | Alte imagini          | Raportează eroare |
| GL-II-m-A-03066.01                                | Biserica cu turn fortificat „Adormirea Maicii Domnului” - Precista   | municipiul Galați                               | Str. Roșiori 2 45.42943°N 28.05314°E | 1647                                                                             | Alte imagini          | Raportează eroare |
| GL-II-m-A-03066.02                                | Zid incintă (fundații)                                               | municipiul Galați                               | Str. Roșiori 2 | 1829                                                                             |                       | Raportează eroare |
| GL-II-m-B-03067 (RAN: 75105.08)                   | Biserica „Sf. Spiridon”                                              | municipiul Galați                               | Str. Sf. Spiridon 13 45.434°N 28.0496°E | 1817-1828 Stan Tudoran                                                           |                       | Raportează eroare |
| GL-II-m-B-03068                                   | Liceul israelit, azi Colegiul „Al.I. Cuza”                           | municipiul Galați                               | Aleea Școlii 1 45.434°N 28.0527°E | 1890 Eliza C. Lupu                                                               |                       | Raportează eroare |
| GL-II-m-B-03069                                   | Spitalul Spiridoniei, azi Spitalul Municipal TBC                     | municipiul Galați                               | Str. Științei 117 | 1890, 1911-1922                                                                  | Încarcă foto \| video | Raportează eroare |
| GL-II-m-B-03070 (RAN: 75105.07)                   | Biserica „Intrarea în Biserică” - Vovidenia                          | municipiul Galați                               | Str. Tăutu Logofăt 24 45.4386°N 28.0569°E | 1790, ref. 1865 Ion Cârja                                                        |                       | Raportează eroare |
| GL-II-m-B-20172                                   | Casă                                                                 | municipiul Galați                               | Str. Tecuci 40 | 1900                                                                             | Încarcă foto \| video | Raportează eroare |
| GL-II-m-B-03071                                   | Spitalul Militar dr. Aristide Serfioti                               | municipiul Galați                               | Str. Traian 199 45.449°N 28.0431°E | 1883-1884 Iacob Czihak                                                           |                       | Raportează eroare |
| GL-II-m-B-03072                                   | Spitalul Municipal „Elisabeta Doamna”                                | municipiul Galați                               | Str. Traian 290 | 1877-1878                                                                        | Încarcă foto \| video | Raportează eroare |
| GL-II-m-B-03073 (RAN: 76193.01)                   | Biserica „Adormirea Maicii Domnului”                                 | sat Adam; comuna Drăgușeni                      | | 1652                                                                             |                       | Raportează eroare |
| GL-II-m-B-03074                                   | Moară de apă                                                         | sat Brăhășești; comuna Brăhășești               | La marginea satului, la S de pârâul Hanului | sec. XIX                                                                         | Încarcă foto \| video | Raportează eroare |
| GL-II-m-B-03075 (RAN: 75828.02)                   | Biserica „Sf. Treime”                                                | sat Buciumeni; comuna Buciumeni                 | La 4 km N de sat, în pădurea Buciumeni 46.03422°N 27.29203°E | 1800                                                                             | Încarcă foto \| video | Raportează eroare |
| GL-II-m-B-03076                                   | Conacul Tache Anastasiu                                              | sat Călmățui; comuna Grivița                    | Lângă biserica „Sf. Gheorghe” 45.68306°N 27.63973°E | sf. sec. XIX                                                                     | Alte imagini          | Raportează eroare |
| GL-II-m-B-03077 (RAN: 76576.01)                   | Biserica „Sf. Gheorghe”                                              | sat Călmățui; comuna Grivița                    | | 1809, ref. 1862-1865                                                             | Alte imagini          | Raportează eroare |
| GL-II-m-B-03078 (RAN: 75926.01)                   | Biserica de lemn „Adormirea Maicii Domnului”                         | sat Cerțești; comuna Cerțești                   | În cimitirul satului | 1776                                                                             | Încarcă foto \| video | Raportează eroare |
| GL-II-m-B-03079                                   | Biserica „Sf. Voievozi”                                              | sat Chiraftei; comuna Măstăcani                 | | 1828                                                                             | Încarcă foto \| video | Raportează eroare |
| GL-II-m-B-03080                                   | Școala tip „Spiru Haret”                                             | sat Fârțănești; comuna Fârțănești               | | 1893-1894                                                                        | Încarcă foto \| video | Raportează eroare |
| GL-II-a-B-03081                                   | Ansamblul găriide la Frumușița                                       | sat Frumușița; comuna Frumușița                 | Pe linia de cale ferată Galați-Bârlad km 24+432 45.65706°N 28.07125°E | 1909                                                                             |                       | Raportează eroare |
| GL-II-m-B-03081.01                                | Stație de călători - Gară                                            | sat Frumușița; comuna Frumușița                 | Pe linia de cale ferată Galați-Bârlad km 24+432 | 1909                                                                             |                       | Raportează eroare |
| GL-II-a-B-03082                                   | Ansamblul conacului Crissoveloni                                     | sat Ghidigeni; comuna Ghidigeni                 | Lângă primărie 46.04211°N 27.48221°E | sf. sec. XIX                                                                     | Încarcă foto \| video | Raportează eroare |
| GL-II-m-B-03082.01                                | Conacul Crissoveloni                                                 | sat Ghidigeni; comuna Ghidigeni                 | Lângă primărie | sf. sec. XIX                                                                     | Încarcă foto \| video | Raportează eroare |
| GL-II-m-B-03082.02                                | Construcții anexe                                                    | sat Ghidigeni; comuna Ghidigeni                 | Lângă primărie | sf. sec. XIX                                                                     | Încarcă foto \| video | Raportează eroare |
| GL-II-m-B-03083                                   | Cavoul familiei Crissoveloni                                         | sat Ghidigeni; comuna Ghidigeni                 | Pe malul drept al râului Bârlad | sf. sec. XIX                                                                     | Încarcă foto \| video | Raportează eroare |
| GL-II-m-B-03084                                   | Școala tip „Spiru Haret”                                             | sat Independența; comuna Independența           | Lângă primărie | 1908-1910                                                                        | Încarcă foto \| video | Raportează eroare |
| GL-II-m-B-03085                                   | Școala tip „Spiru Haret”                                             | sat Lunca; comuna Jorăști                       | | 1901                                                                             | Încarcă foto \| video | Raportează eroare |
| GL-II-m-B-03086 (RAN: 76816.03)                   | Biserica „Nașterea Maicii Domnului” - Negustori                      | sat Nicorești; comuna Nicorești                 | În centrul satului | 1728                                                                             | Încarcă foto \| video | Raportează eroare |
| GL-II-a-B-03087 (RAN: 76816.02)                   | Ansamblul bisericii „Adormirea Maicii Domnului” - Serdaru            | sat Nicorești; comuna Nicorești                 | În centrul satului | 1780                                                                             | Încarcă foto \| video | Raportează eroare |
| GL-II-m-B-03087.01                                | Biserica „Adormirea Maicii Domnului” - Serdaru                       | sat Nicorești; comuna Nicorești                 | În centrul satului | 1780                                                                             | Încarcă foto \| video | Raportează eroare |
| GL-II-m-B-03087.02                                | Turn clopotniță                                                      | sat Nicorești; comuna Nicorești                 | În centrul satului | 1780                                                                             | Încarcă foto \| video | Raportează eroare |
| GL-II-a-B-03088                                   | Ansamblul bisericii „Sf. Nicolae” - Banu                             | sat Nicorești; comuna Nicorești                 | Lângă primărie | 1807                                                                             | Încarcă foto \| video | Raportează eroare |
| GL-II-m-B-03088.01 (RAN: 76816.01.02)             | Biserica „Sf. Nicolae” - Banu                                        | sat Nicorești; comuna Nicorești                 | Lângă primărie 45.93306°N 27.30417°E | 1807                                                                             | Încarcă foto \| video | Raportează eroare |
| GL-II-m-B-03088.02                                | Zid incintă                                                          | sat Nicorești; comuna Nicorești                 | Lângă primărie | 1807                                                                             | Încarcă foto \| video | Raportează eroare |
| GL-II-m-B-03089 (RAN: 75702.01)                   | Biserica „Adormirea Maicii Domnului”                                 | sat Roșcani; comuna Băneasa                     | | 1827                                                                             | Încarcă foto \| video | Raportează eroare |
| GL-II-m-B-03090                                   | Școala tip „Spiru Haret”                                             | municipiul Tecuci                               | Str. 1 Decembrie 1918 26 | 1887-1889                                                                        |                       | Raportează eroare |
| GL-II-m-B-03091                                   | Casa Subofițerilor                                                   | municipiul Tecuci                               | Str. 1 Decembrie 1918 27 | sf. sec. XIX                                                                     |                       | Raportează eroare |
| GL-II-m-A-03092                                   | Casa Teodor Cincu, azi Muzeul Mixt Tecuci                            | municipiul Tecuci                               | Str. 1 Decembrie 1918 36 45.84396°N 27.43174°E | sf. sec. XIX Pierpaolo Culluri, Giovanni Canelli (arhitect)                      |                       | Raportează eroare |
| GL-II-m-B-03093                                   | Hanul Goleri, azi B. C. R. - Tecuci                                  | municipiul Tecuci                               | Str. 1 Decembrie 1918 55 | sf. sec. XIX                                                                     |                       | Raportează eroare |
| GL-II-m-B-03094                                   | Vila Maria Șendrea                                                   | municipiul Tecuci                               | Str. 1 Decembrie 1918 57 | 1900                                                                             |                       | Raportează eroare |
| GL-II-m-B-03095                                   | Clădirea Primăriei Vechi, azi Casa de Cultură                        | municipiul Tecuci                               | Str. 1 Decembrie 1918 62 | 1887                                                                             |                       | Raportează eroare |
| GL-II-m-B-03096                                   | Casa Tache Anastasiu, azi Camera de Comerț, Industrie și Agricultură | municipiul Tecuci                               | Str. 1 Decembrie 1918 64 | sf. sec. XIX                                                                     |                       | Raportează eroare |
| GL-II-m-B-03097                                   | Casa Cruceanu                                                        | municipiul Tecuci                               | Str. 1 Decembrie 1918 80 | sf. sec. XIX                                                                     |                       | Raportează eroare |
| GL-II-m-B-03098                                   | Fostul Tribunal Județean Tecuci                                      | municipiul Tecuci                               | Str. 1 Decembrie 1918 81 | sf. sec. XIX                                                                     |                       | Raportează eroare |
| GL-II-m-B-03099                                   | Casa Elena Chicoș                                                    | municipiul Tecuci                               | Str. 1 Decembrie 1918 85 | sf. sec. XIX                                                                     |                       | Raportează eroare |
| GL-II-m-B-03100                                   | Casa Jan Koppethki                                                   | municipiul Tecuci                               | Str. 1 Decembrie 1918 86 | sf. sec. XIX                                                                     |                       | Raportează eroare |
| GL-II-m-B-03101                                   | Casa Natalia Negru                                                   | municipiul Tecuci                               | Str. Coșbuc George 5 | sf. sec. XIX                                                                     |                       | Raportează eroare |
| GL-II-m-B-03102                                   | Casă                                                                 | municipiul Tecuci                               | Str. Elena Doamna 1-3 | sf. sec. XIX                                                                     |                       | Raportează eroare |
| GL-II-m-B-03103                                   | Casa Tudor Pamfile                                                   | municipiul Tecuci                               | Str. Elena Doamna 32 | sec. XIX                                                                         |                       | Raportează eroare |
| GL-II-m-B-03104                                   | Casă                                                                 | municipiul Tecuci                               | Str. Galați 2 | 1887-1888                                                                        |                       | Raportează eroare |
| GL-II-m-B-03105                                   | Casa Meran-Manoliu                                                   | municipiul Tecuci                               | Str. Galați 7 | sf. sec. XIX                                                                     |                       | Raportează eroare |
| GL-II-m-B-03106                                   | Fosta Prefectură a Județului Tecuci, azi Clubul Copiilor             | municipiul Tecuci                               | Str. Galați 15 | 1900                                                                             |                       | Raportează eroare |
| GL-II-m-B-03107                                   | Casa Ioniță Hrisanti                                                 | municipiul Tecuci                               | Str. Hrisanti Ioniță 8 | sf. sec. XIX                                                                     |                       | Raportează eroare |
| GL-II-m-B-03109                                   | Banca de Scont, azi Parchetul Tecuci                                 | municipiul Tecuci                               | Str. Petrovici Ioan 2 | înc. sec. XX                                                                     |                       | Raportează eroare |
| GL-II-m-B-03108                                   | Casa Vornicul Tiron                                                  | municipiul Tecuci                               | Aleea Plopilor 2 | sec. XIX                                                                         |                       | Raportează eroare |
| GL-II-m-B-03110                                   | Casa Hulea                                                           | municipiul Tecuci                               | Str. Popa Șapcă 2 | mijl.sec. XIX                                                                    |                       | Raportează eroare |
| GL-II-m-B-03112                                   | Fostul sediu al Administrației Financiare, azi Tribunalul Tecuci     | municipiul Tecuci                               | Str. Racovitz George 28 | înc. sec. XX                                                                     |                       | Raportează eroare |
| GL-II-m-B-03113                                   | Banca Tecuci, azi Biblioteca Municipală                              | municipiul Tecuci                               | Str. Republicii 11 45.84483°N 27.43214°E | 1890                                                                             |                       | Raportează eroare |
| GL-II-m-B-03114                                   | Casa Calistrat Hogaș                                                 | municipiul Tecuci                               | Str. Siretului 8 | mijl.sec. XIX                                                                    |                       | Raportează eroare |
| GL-II-m-B-03115                                   | Casa Vasile Beldie                                                   | municipiul Tecuci                               | Str. Victoriei 4 | sf. sec. XIX                                                                     |                       | Raportează eroare |
| GL-II-m-B-03116                                   | Casa colonel Popescu                                                 | municipiul Tecuci                               | Str. Victoriei 6 | 1897                                                                             |                       | Raportează eroare |
| GL-II-m-B-03117                                   | Casă                                                                 | municipiul Tecuci                               | Str. Victoriei 8 | sf. sec. XIX                                                                     |                       | Raportează eroare |
| GL-II-m-B-03118                                   | Banca Sindicatului Agricol, azi Poșta Tecuci                         | municipiul Tecuci                               | Str. Victoriei 13 | înc. sec. XX                                                                     |                       | Raportează eroare |
| GL-II-m-B-03119                                   | Casă                                                                 | municipiul Tecuci                               | Str. Victoriei 14 | înc. sec. XX                                                                     |                       | Raportează eroare |
| GL-II-m-B-03120                                   | Casa Șerban Neniță                                                   | municipiul Tecuci                               | Str. Victoriei 16 | înc. sec. XX                                                                     |                       | Raportează eroare |
| GL-II-m-B-03121                                   | Casă                                                                 | municipiul Tecuci                               | Str. Victoriei 19 | înc. sec. XX                                                                     |                       | Raportează eroare |
| GL-II-m-B-03122                                   | Casă                                                                 | municipiul Tecuci                               | Str. Victoriei 29 | înc. sec. XX                                                                     |                       | Raportează eroare |
| GL-II-m-B-03123                                   | Poarta conacului poetului Costache Conachi                           | sat Țigănești; comuna Munteni                   | La 1 km NE de conac Cincu 45.9044°N 27.4324°E | înc. sec. XIX                                                                    |                       | Raportează eroare |
| GL-II-a-B-03124                                   | Ansamblul conacului Nestor Cincu                                     | sat Țigănești; comuna Munteni                   | Șos. Tecuci-Bârlad, km. 7, vis-a-vis de gara Frunzeasca 45.90014°N 27.42442°E | sf. sec. XIX                                                                     | Încarcă foto \| video | Raportează eroare |
| GL-II-m-B-03124.01                                | Conacul Nestor Cincu                                                 | sat Țigănești; comuna Munteni                   | Șos. Tecuci-Bârlad, km. 7, vis-a-vis de gara Frunzeasca | sf. sec. XIX                                                                     | Încarcă foto \| video | Raportează eroare |
| GL-II-m-B-03124.02                                | Foișor                                                               | sat Țigănești; comuna Munteni                   | Șos. Tecuci-Bârlad, km. 7, vis-a-vis de gara Frunzeasca | sf. sec. XIX                                                                     | Încarcă foto \| video | Raportează eroare |
| GL-II-m-B-03124.03                                | Parcul conacului Cincu                                               | sat Țigănești; comuna Munteni                   | Șos. Tecuci-Bârlad, km. 7, vis-a-vis de gara Frunzeasca |                                                                                  | Încarcă foto \| video | Raportează eroare |
| GL-III-m-B-03125                                  | Basorelieful „Concertul”                                             | municipiul Galați                               | Str. Brăilei 134, în fața Casei de Cultură 45.4344°N 28.0523°E | 1969 Ion Jalea                                                                   |                       | Raportează eroare |
| GL-III-m-B-03126                                  | Bustul lui Nicolae Longinescu                                        | municipiul Galați                               | Str. Brăilei 134 | 1936                                                                             | Încarcă foto \| video | Raportează eroare |
| GL-III-m-B-03127                                  | Bustul lui Alexandru Ioan Cuza                                       | municipiul Galați                               | Str. Cuza Alexandru Ioan 80 | 1886                                                                             |                       | Raportează eroare |
| GL-III-m-B-03128                                  | Statuia lui Costache Negri                                           | municipiul Galați                               | Str. Domnească, lângă Hotel Galați | 1912 Ioan Iordănescu (sculptor)                                                  | Alte imagini          | Raportează eroare |
| GL-III-m-B-03129                                  | Monumentul lui Alexandru Ioan Cuza                                   | municipiul Galați                               | Str. Domnească, în rotonda din fața Grădina Publice | 1927 Raffaello Romanelli, Ion Jalea (sculptori)                                  |                       | Raportează eroare |
| GL-III-m-B-03130                                  | Bustul lui George Enescu                                             | municipiul Galați                               | Str. Domnească, în Grădina Publică | 1956                                                                             | Încarcă foto \| video | Raportează eroare |
| GL-III-m-B-03131                                  | Bustul lui Ion Luca Caragiale                                        | municipiul Galați                               | Str. Domnească, în Grădina Publică | 1956 Andrei Ostap (sculptor)                                                     | Încarcă foto \| video | Raportează eroare |
| GL-III-m-B-03132                                  | Monumentul lui Mihai Eminescu                                        | municipiul Galați                               | Str. Domnească, Parcul municipal „Mihai Eminescu” 45.43615°N 28.05454°E | 1911                                                                             |                       | Raportează eroare |
| GL-III-m-B-03133                                  | Statuia lui Ion C. Brătianu                                          | municipiul Galați                               | Str. Domnească, pe faleza Dunării | 1926 Oscar Späthe (sculptor)                                                     | Alte imagini          | Raportează eroare |
| GL-III-m-B-20526                                  | Monument comemorativ alrăscoalei din 1907                            | municipiul Galați                               | Str. Domnească 66 | 1957                                                                             | Încarcă foto \| video | Raportează eroare |
| GL-III-m-B-03135                                  | Bustul lui Mihail Kogălniceanu                                       | municipiul Galați                               | Str. Domnească 111 | 1893 Wladimir Hegel                                                              | Încarcă foto \| video | Raportează eroare |
| GL-III-m-B-20174                                  | Bust lui Lascăr Catargiu                                             | municipiul Galați                               | Str. Domnească 111 |                                                                                  |                       | Raportează eroare |
| GL-III-m-B-03136                                  | Bustul lui Tudor Vladimirescu                                        | municipiul Galați                               | Str. Domnească 160, intersecție cu str. Radu Negru |                                                                                  | Încarcă foto \| video | Raportează eroare |
| GL-III-m-B-03137                                  | Bustul lui V. A. Urechea                                             | municipiul Galați                               | Str. Mihai Bravu 16 | 1971                                                                             | Încarcă foto \| video | Raportează eroare |
| GL-III-m-B-03138                                  | Bustul dr. Alexandru Carnabel                                        | municipiul Galați                               | Str. Traian 290 | 1930                                                                             | Încarcă foto \| video | Raportează eroare |
| GL-III-m-B-03139                                  | Bustul dr. Aristide Serfioti                                         | municipiul Galați                               | Str. Traian 290 | 1934 Oscar Späthe (sculptor)                                                     |                       | Raportează eroare |
| GL-III-m-B-03140                                  | Bustul lui Costache Negri                                            | sat Costache Negri; comuna Costache Negri       | În curtea Muzeului memorial „Costache Negri” | 1973                                                                             | Încarcă foto \| video | Raportează eroare |
| GL-III-m-B-03141                                  | Statuia lui Ioan Vodă cel Viteaz                                     | sat Roșcani; comuna Băneasa                     | Pe șoseaua între Roșcani- Băneasa |                                                                                  | Încarcă foto \| video | Raportează eroare |
| GL-III-m-B-03142                                  | Bustul lui Calistrat Hogaș                                           | municipiul Tecuci                               | Str. 1 Decembrie 1918 62, în fața Casei de Cultură |                                                                                  |                       | Raportează eroare |
| GL-III-m-B-03143                                  | Bustul Domnitorului Alexandru Ioan Cuza                              | municipiul Tecuci                               | Str. 1 Decembrie 1918 64, în parc | 1959                                                                             |                       | Raportează eroare |
| GL-III-m-B-03144                                  | Bustul lui Spiru Haret                                               | municipiul Tecuci                               | Str. Victoriei 12, Liceul „Spiru Haret” | 1934                                                                             |                       | Raportează eroare |
| GL-IV-m-B-03145                                   | Fosta școală bulgară                                                 | municipiul Galați                               | Str. Bălcescu Nicolae 33 | sf. sec. XIX                                                                     |                       | Raportează eroare |
| GL-IV-m-B-03146                                   | Casa memorială „Nicolae Mantu”                                       | municipiul Galați                               | Str. Cuza Alexandru Ioan 44 | sf. sec. XIX                                                                     | Încarcă foto \| video | Raportează eroare |
| GL-IV-m-B-03147                                   | Casa memorială „Costache Negri”                                      | sat Costache Negri; comuna Costache Negri       | Vis-a-vis de primărie 45.70423°N 27.72073°E | 1836                                                                             | Încarcă foto \| video | Raportează eroare |
| GL-IV-m-B-03148                                   | Conacul poetului Costache Conachi                                    | sat Țigănești; comuna Munteni                   | La 1 km NE de conac Cincu 45.90443°N 27.43243°E | 1838 - 1840, sec. XVIII, ref. se. XIX                                            | Alte imagini          | Raportează eroare |
| GL-IV-m-B-20986                                   | Monumentul funerar al generalului Alexander Wasiliewich Gelhard      | sat Valea Mărului, Galați; comune Valea Mărului | |                                                                                  | Încarcă foto \| video | Raportează eroare |